# Isernhagen
Isernhagen è un comune di 22.846 abitanti della Bassa Sassonia, in Germania.
Appartiene alla regione di Hannover (targa H).
Barsinghausen si fregia del titolo di "Comune indipendente" (Selbständige Gemeinde).

## Geografia antropica

### Suddivisioni amministrative
Il territorio comunale comprende le frazioni (Ortschaft) di Altwarmbüchen, Farster Bauerschaft, Hohenhorster Bauerschaft, Kircher Bauerschaft, Kirchhorst, Neuwarmbüchen e Niedernhägener Bauerschaft.